# Jan-Phillip Tadsen
Jan-Phillip Tadsen (* 10. April 1988 in Westerland) ist ein deutscher Politiker (AfD). Seit 2021 ist er Abgeordneter im Landtag Mecklenburg-Vorpommern.

## Leben
Tadsen studierte von 2009 bis 2013 an der Christian-Albrechts-Universität zu Kiel Politikwissenschaft und Geschichte. Er schloss dieses Studium mit dem Bachelorgrad ab. Anschließend begann er an der Universität Greifswald ein Master-Studium der Politikwissenschaften, das er 2016 abschloss. 2016 war er kurzzeitig als Wahlkreismitarbeiter für den AfD-Landtagsabgeordneten Gunter Jess tätig. Von 2017 bis zu seiner Wahl in den Landtag 2021 war er Fachreferent für Inneres und Europa in der AfD-Landtagsfraktion in Mecklenburg-Vorpommern.
Tadsen ist evangelischer Konfession.

## Politik
Seit 2015 ist Tadsen Mitglied der AfD. Er ist seit 2019 Mitglied im Ortsbeirat von Neu Zippendorf. 
Bei der Landtagswahl in Mecklenburg-Vorpommern 2021 kandidierte er auf der Landesliste und im Landtagswahlkreis Ludwigslust-Parchim V. Er zog über die Landesliste in den Landtag ein. Er ist Sprecher der AfD-Fraktion für Europa- und Migrationspolitik sowie stellvertretender Fraktionsvorsitzender. 